# Плитченка
Плитченка (бел. Плітчанка) — деревня в Борисовском районе Минской области Беларуси. Входит в состав Пригородного сельсовета.

## География
Деревня находится в северо-восточной части Минской области, на правом берегу реки Бродни, на расстоянии приблизительно 18 километров (по прямой) к северо-северо-востоку от города Борисов, административного центра района. Абсолютная высота — 171 метр над уровнем моря. Площадь населённого пункта — 0,2621 км².

## История
По письменным источникам деревня известна с XVIII века. В 1897 году входила в состав Борисовского уезда Минской губернии, насчитывалось 35 дворов и 245 жителей.
По состоянию на 1909 год, в Плитченке имелся 31 двор и проживало 250 человек. В административном отношении деревня входила в состав Кищино-Слободской волости.
В 1931 году, в ходе проведения коллективизации, был образован колхоз «Завет Ильича».
До 8 февраля 2010 года деревня входила в состав Бродовского сельсовета.

## Население
По данным переписи 2019 года, в деревне проживало 11 человек.
| Год  | Население, человек |
| ---- | ------------------ |
| 1800 | 120                |
| 1897 | ↗ 245              |
| 1909 | ↗ 250              |
| 1917 | ↗ 326              |
| 1926 | ↘ 248              |
| 1960 | ↘ 147              |
| 1988 | ↘ 31               |
| 2008 | ↘ 24               |
| 2009 | ↘ 15               |
| 2019 | ↘ 11               |